# Stadtsäle (St. Pölten)

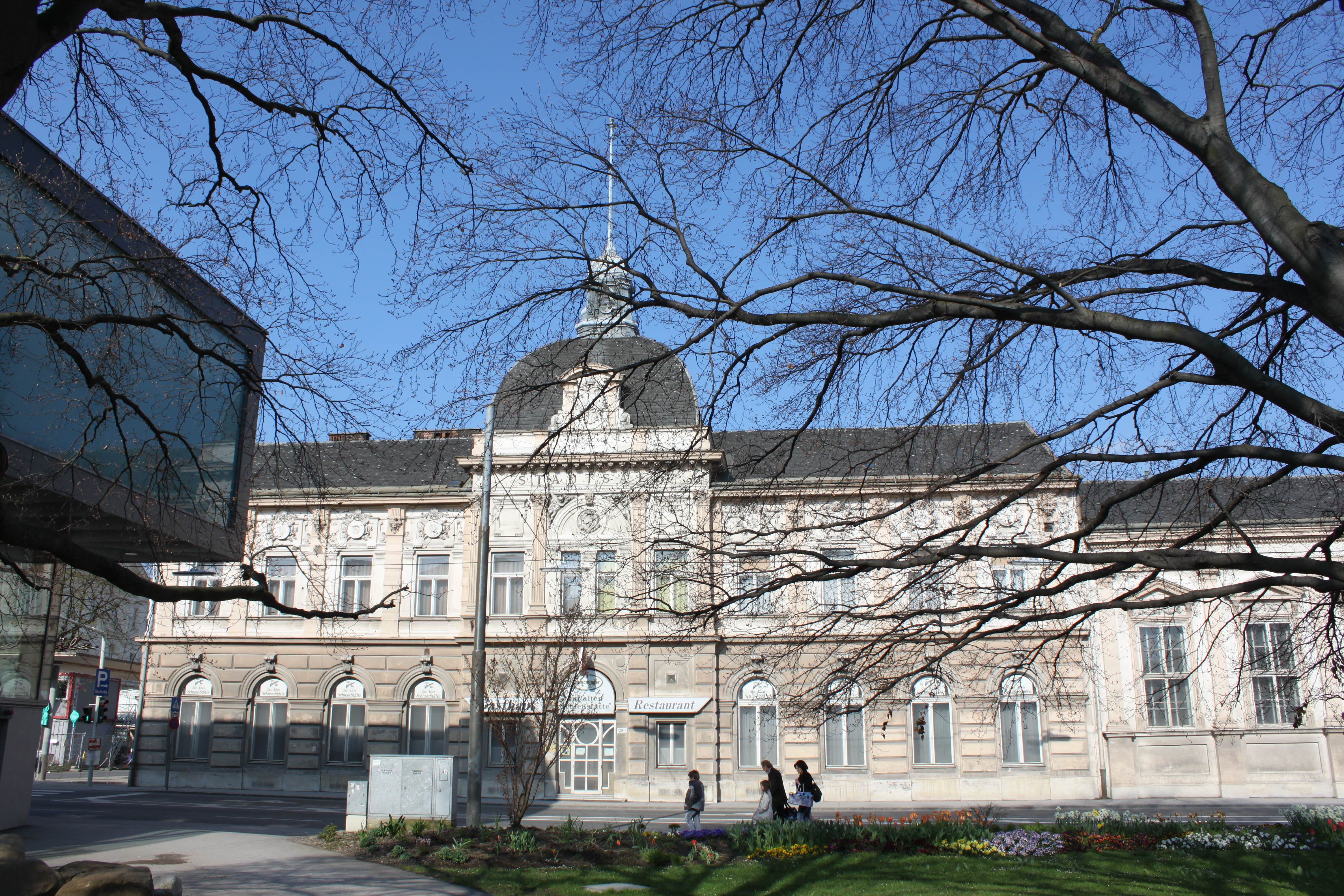
Stadtsäle und Völklplatz

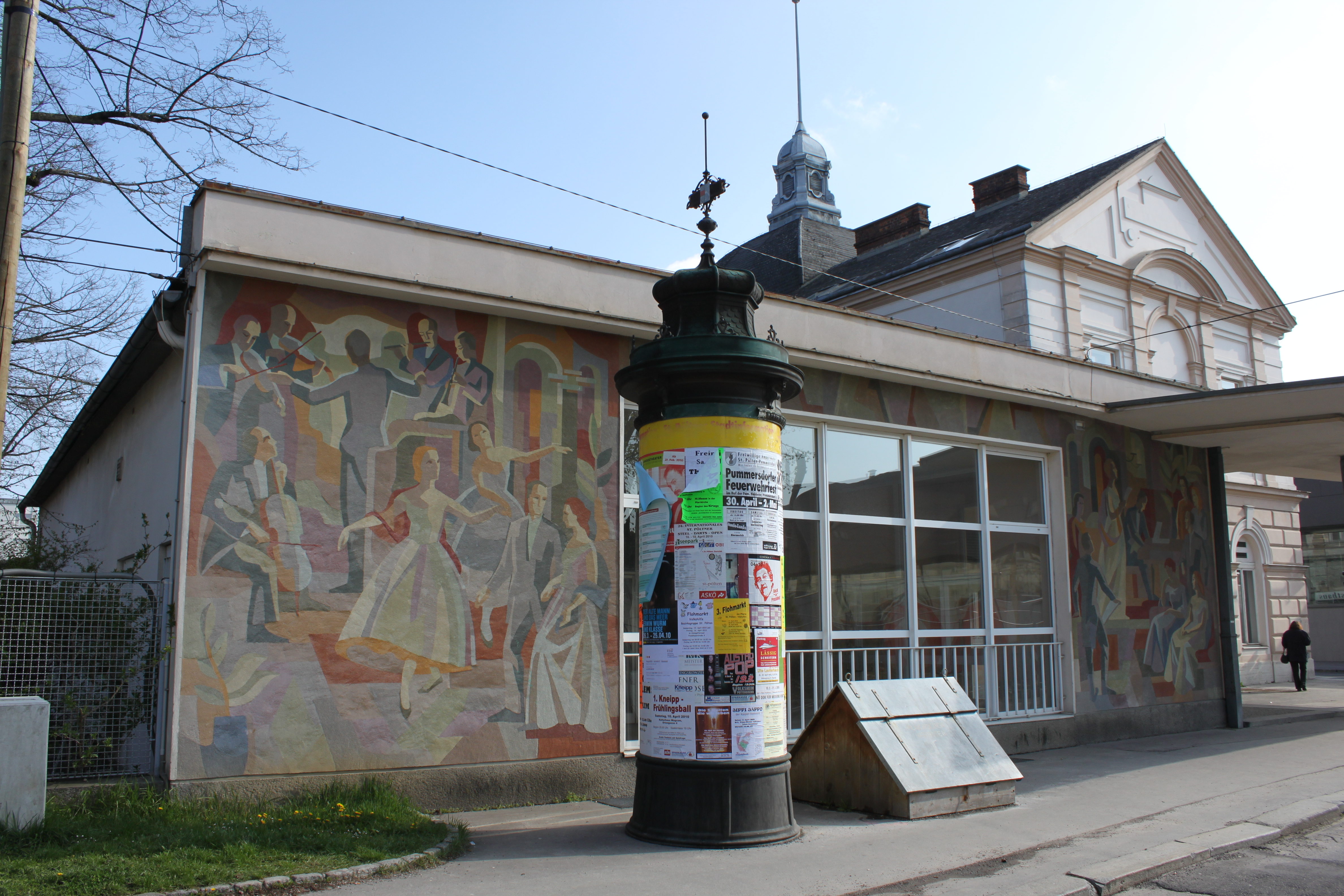
Ballszene und Liederabend von Maria Sturm

Die Stadtsäle stehen in St. Pölten am Schießstattring 4 und Völklplatz 1. Das denkmalgeschützte (Listeneintrag) Gebäude war zwischen 2008 und 2011 ohne Nutzung und ist heute Teil des 4-Sterne-Hotels Cityhotel Design & Classic.

## Geschichte
Das Hauptgebäude der Stadtsäle wurde im Jahre 1895 im späthistoristischen Stil nach den Plänen des St. Pöltner Architekten und Stadtbaumeisters Richard Frauenfeld für die K. K. priv. Schützenkompanie errichtet. Der nördlich anschließende Festsaaltrakt ist ein Rest der 1882 errichteten Bürgerlichen Schießstätte, nach der der Schießstattring benannt ist. Diesem folgt ein 1900 errichteter Anbau. Das Gebäude wurde 1907 von der Stadt St. Pölten angekauft und als Veranstaltungsstätte adaptiert. Die sowjetische Besatzungsmacht benutzte die Stadtsäle zwischen 1945 und 1955 als Kulturhaus. Von 1956 bis 1959 wurde das südliche Foyer ergänzt und die Innenräume umgestaltet, als Vorbild diente der Stadtsaal in Ale. In der Zeit 1987 bis 1998 war der Nordtrakt als ORF-Landesstudio Niederösterreich in Verwendung.

## Baubeschreibung
Das Hauptgebäude mit dreiachsigem und mit Kuppeldach erhöhtem Mittelrisalit ist zweigeschoßig und steht teils offen zum Völklplatz. Die Fassade ist neomanieristisch gestaltet und trägt eine Kartusche mit dem Stadtwappen. Der zentrale Giebelaufsatz trägt eine Kartusche mit dem K. K. Doppeladler. Nördlich davon der bereits 1882 errichtete Festsaaltrakt, mit 1900 errichtetem Anbau. Von 1954 bis 1959 wurde ein südseitiges Foyer nach den Plänen der Architekten Paul Pfaffenbichler und Reinhard Pfoser ergänzt. Dabei wurde in der Andreas-Hofer-Straße die Fassadenmalerei Ballszene und Liederabend von Maria Sturm gemalt.